# キラークロック
キラークロック（Killer Croc）は、DCコミックスの出版するアメリカン・コミックスに登場する架空のスーパーヴィラン。ジェリー・コンウェイとジーン・コランによって創造され、1983年の"Detective Comics #523"で初登場した。

## 概要
隔世遺伝で先天的にワニの遺伝子を持って生まれ、成長するにつれ肌が硬質化しワニのような姿に変わっていった。一時期は見世物小屋や違法の地下プロレスで生計をたてていたが、次第に用心棒としての仕事を増やし、裏の世界に関わるようになる。バットマンに逮捕された後はスーサイド・スクワッドに参加し、そこで出会ったエンチャントレスと親しい関係になっていく。
1980年代のキラークロックは人間が灰色のワニのような肌になった姿で描かれていたが、1990年代になると肌の色が緑色で描かれるようになる。2000年代になるとワニが擬人化したような頭部や尻尾が生えた姿で描かれるようになった。体格も徐々に巨体化していき、ゲームなどでは人間の数倍の大きさで登場する。

## 書誌情報
- スーサイド・スクワッド：ブラック・ヴォールト

2017年10月11日発売 ISBN 978-4796876902
- スーサイド・スクワッド：ゴーイング・セイン

2018年3月7日発売 ISBN 978-4796877138
- ジャスティス・リーグ VS. スーサイド・スクワッド

2018年3月22日発売 ISBN 978-4796877244

## 他のバージョン

### ジョーカー
筋肉質の黒人として描かれている。また、食人をしていることがほのめかされている。

### バットマン/エイリアン
キラークロックのDNAは、エイリアンなどのDNAとともに利用され、キラークロックとエイリアンを合わせたような姿のスーパーヴィラン・エイリアンクロックも登場している。

## 他のメディア

### 映画
『スーサイド・スクワッド』
演 - アドウェール・アキノエ＝アグバエ、日本語吹替 - カズレーザー
原作同様、高い身体能力や硬質な肌、水中での呼吸能力などを披露した。

### ドラマ
『GOTHAM/ゴッサム』
シーズン3とシーズン5に登場。
シーズン3ではアーカム・アサイラムの人体実験にて誕生した個体、シーズン5ではジェレマイア・ヴァレスカの毒ガスの影響で怪物と化した人物が登場。

### アニメ
『バットマン』
声 - アロン・キンケイド/ブルックス・ガードナー、日本語吹替 - 銀河万丈。
初登場時は皮膚の色が灰色にデザインされていたが、デザイン変更後は緑色になった。
『ザ・バットマン』
声 - ロン・パールマン、日本語吹替 - 中村秀利
日本語版ではたびたび「ワニ人間」「ワニ男」と呼ばれていた。
『バットマン ゴッサムナイト』
教会の枢機卿を誘拐。下水道でバットマンと対峙。
『DCスーパーヒーロー・ガールズ』
声 - フレッド・タタショア
『異世界スーサイド・スクワッド』
声 - 木内太郎

### ゲーム
バットマン アーカム・アサイラム
アサイラムの古い下水道を改造した牢獄に幽閉されて登場。
声 - スティーヴン・ブルーム
バットマン アーカム・シティ
イベントシーンでのみ登場。アーカム・シティの地下水道に潜んでいる。
バットマン アーカム・ビギンズ
雇われた暗殺者の1人として登場。
バットマン アーカム・ナイト
ダウンロードコンテンツの追加任務「シーズン・オブ・インファミー」に登場。
声は『アサイラム』同様、スティーヴン・ブルームが担当。
レゴ®DCスーパーヴィランズ
声 - フレッド・タタショア